# Paràbola de la figuera estèril
La paràbola de la figuera estèril és una narració de Jesús que recull l'evangeli segons Lluc (Lc 13, 1).

## Argument
Un home tenia una figuera que feia tres anys que no donava fruit. Va plantejar-se de tallar-la, ja que els treballs que li suposava tenir-ne cura no compensaven si era un arbre estèril. L'amo dels terrenys el va instar a conservar-la un any més, posant-hi adob i especial esforç abans de tallar-la.

## Anàlisi
Déu és el propietari que espera amb paciència que l'arbre (el creient) doni fruit (es converteixi o es comporti segons els preceptes de la fe). Envia els mitjans perquè això passi però adverteix que si continua sent un arbre estèril, es tallarà, és a dir, es condemnarà l'ànima d'aquella persona. La paràbola pertany al grup de narracions sobre la necessitat de seguir Jesús si es vol gaudir del cel, en una línia similar al que es relata a la paràbola de les verges nècies i prudents. La figuera ha gaudit de tres anys, per això ara té un ultimàtum. Aquests tres anys són paral·lels al que dura el Ministeri de Jesús.
Tal com passa a la paràbola del gra de mostassa, Jesús usa un símil vegetal parlant de germinació per fer referència al creixement espiritual. L'elecció de la figuera no és casual, era un conreu freqüent a la zona de l'audiència dels evangelis i sovint s'ha identificat amb Israel.